# Korea Południowa na Zimowych Igrzyskach Olimpijskich 1976
Koreę Południową na Zimowych Igrzyskach Olimpijskich 1976 reprezentowało troje zawodników: jeden mężczyzna i dwie kobiety. Był to siódmy start reprezentacji Korei Południowej na zimowych igrzyskach olimpijskich. 

## Skład kadry

### Łyżwiarstwo figurowe
| Zawodnik    | Konkurencja | Nota   | Pozycja |
| ----------- | ----------- | ------ | ------- |
| Yun Hyo-jin | Solistki    | 159,64 | 17.     |

### Łyżwiarstwo szybkie
Mężczyźni
| Zawodnik     | Konkurencja   | Konkurencja   | Konkurencja    | Konkurencja    | Konkurencja    | Konkurencja    | Konkurencja    | Konkurencja    | Konkurencja      | Konkurencja      |
| Zawodnik     | Bieg na 500 m | Bieg na 500 m | Bieg na 1000 m | Bieg na 1000 m | Bieg na 1500 m | Bieg na 1500 m | Bieg na 5000 m | Bieg na 5000 m | Bieg na 10 000 m | Bieg na 10 000 m |
| Zawodnik     | Czas          | Miejsce       | Czas           | Miejsce        | Czas           | Miejsce        | Czas           | Miejsce        | Czas             | Miejsce          |
| ------------ | ------------- | ------------- | -------------- | -------------- | -------------- | -------------- | -------------- | -------------- | ---------------- | ---------------- |
| Lee Yeong-ha | 41,08         | 22.           | 1:22,88        | 15.            | 2:05,25        | 18.            | 7:44,21        | 11.            |                  |                  |

Kobiety
| Zawodnik    | Konkurencja   | Konkurencja   | Konkurencja    | Konkurencja    | Konkurencja    | Konkurencja    | Konkurencja    | Konkurencja    |
| Zawodnik    | Bieg na 500 m | Bieg na 500 m | Bieg na 1000 m | Bieg na 1000 m | Bieg na 1500 m | Bieg na 1500 m | Bieg na 3000 m | Bieg na 3000 m |
| Zawodnik    | Czas          | Miejsce       | Czas           | Miejsce        | Czas           | Miejsce        | Czas           | Miejsce        |
| ----------- | ------------- | ------------- | -------------- | -------------- | -------------- | -------------- | -------------- | -------------- |
| Lee Nam-sun | 46,33         | 25.           | 1:35,58        | 25.            | 2:26,24        | 25.            | 5:08,34        | 24.            |